# Matz
Pour les articles homonymes, voir Matz (homonymie).
Le Matz (prononcé /ma/) est une rivière française du département de l'Oise dans l'ancienne région Picardie, donc en nouvelle région Hauts-de-France, et un affluent droit de l'Oise, donc un sous-affluent de la Seine.

## Hydronymie
Du francique Moor (marais) et de Ast (tourbe). L'hydronyme aurait pu connaître la même évolution que le village de Maâtz, Haute-Marne: Maiascus IXe siècle, de Majasco XIe siècle, Maas 1202, Matz 1498. Ernest Nègre propose qu'il puisse être issu du latin majus « plus Grand » et du préfixe pré-celtique -asc. La forme Maia est au féminin, et peut signifier « La plus Grande », peut-être en rapport avec la déesse romaine Maia, en rapport avec le mois de mai.
Le Matz a donné son hydronyme aux cinq communes de Canny-sur-Matz, Marest-sur-Matz, Margny-sur-Matz, Ressons-sur-Matz, Roye-sur-Matz.

## Géographie
Le Matz prend sa source à Canny-sur-Matz, à 68 m d'altitude au lieu-dit le Bouillon.
Il conflue en rive droite dans l'Oise à Thourotte, 33 m d'altitude, après être passé sous le canal latéral à l'Oise. Long de 24,9 kilomètres, il coule entièrement dans le département de l'Oise.

### Cantons et communes traversés
Dans le seul département de l'Oise, le Matz traverse dix-sept communes et trois cantons :
- dans le sens amont vers aval : Canny-sur-Matz (source), Roye-sur-Matz, Biermont, Laberlière, Ricquebourg, La Neuville-sur-Ressons, Ressons-sur-Matz, Marqueglise, Margny-sur-Matz, Vandelicourt, Élincourt-Sainte-Marguerite, Marest-sur-Matz, Chevincourt, Mélicocq, Machemont, Cambronne-les-Ribecourt et Thourotte (confluence)[1].

Soit en termes de cantons, le Matz prend sa source dans le canton de Lassigny, traverse le canton de Ressons-sur-Matz et conflue dans le canton de Ribécourt-Dreslincourt, tous les trois dans le seul arrondissement de Compiègne.

### Bassin versant
Le Matz traverse une seule zone hydrologique : « Le Matz de sa source au confluent de l'Oise (exclu) » (H034) de 188 km2. À l'altitude moyenne de 64 m, le Matz traverse dix communes pour 14 966 habitants sur une superficie de 107 km2 avec une densité de 139,5 hab/km2. Il a dans la vallée 35 km de berges et 14,8 km de rus.

### Organisme gestionnaire
L'organisme gestionnaire est le Syndicat Intercommunal d'Aménagement et d'Entretien de la vallée du Matz, créé le 31 mars 1978.

## Affluents
Le Matz a six ruisseaux affluents contributeurs :
- le ruisseau des Royots (rg[note 1]) 2,6 km, sur les communes de Gury et Canny-sur-Matz dans le canton de Lassigny[4] ;
- le ruisseau des Puisards de Manceau (rd) 1,1 km, sur les communes de Biermont et Laberlière dans les canton de Lassigny et canton de Ressons-sur-Matz[5] ;
- le ruisseau le Mareuil (rg) 6 km, sur les communes de Gury, Mareuil-la-Motte et Margny-sur-Matz dans les canton de Lassigny et canton de Ressons-sur-Matz[6] ;
- le marais d'Elincourt (rd) 0,9 km sur la seule commune de Élincourt-Sainte-Marguerite avec un affluent :
  - le Fossé du Rhuis (rd) 1,5 km sur les deux communes de Vandelicourt et Élincourt-Sainte-Marguerite ;
- le ruisseau des Rhosne (rg) 2,6 km, sur les communes de Chevincourt, Élincourt-Sainte-Marguerite et Marest-sur-Matz dans les canton de Lassigny et canton de Ribécourt-Dreslincourt[7] ;
- le ruisseau des Loyaux (rg), 3,4 km, sur la commune de Chevincourt dans le canton de Ribécourt-Dreslincourt[8] ;
- le canal latéral à l'Oise, 35,2 km[9].

### Rang de Strahler
Donc le rang de Strahler du Matz est de trois.

## Hydrologie
Son régime hydrologique est dit pluvial océanique.

## Aménagements et écologie
La truite fario est présente dans le Matz. Un parcours de pêche y est présent.

## Histoire

### 1reguerremondiale
Lieu de la dernière bataille des offensives Ludendorff du printemps 1918 en Picardie. Les forces allemandes seront alors stoppées sur le Matz.